# El Pueblo (diari de València)
El Pueblo, diario republicano de Valencia va ser un periòdic espanyol editat en València entre 1894 i 1939. Fundat per l'escriptor Vicente Blasco Ibáñez, el periòdic es va convertir en l'òrgan oficial del blasquisme i acabaria consolidant-se com una de les publicacions més llegides de la capital valenciana. Va continuar editant-se fins al final de la Guerra Civil Espanyola.

## Història
Fundat en 1894 per Vicente Blasco Ibáñez, passaria a articular-se com a òrgan d'expressió del blasquisme. El seu primer número va sortir al carrer el 12 de novembre de 1894. Rodrigo Soriano y Barroeta-Aldamar, col·laborador de Blasco Ibáñez, va finançar la publicació.
Encara que va mantenir un tall molt polític en els seus primers anys (coincidint amb la gestió de Vicente Blasco Ibáñez), en 1906 va anar canviant el disseny i els continguts, amb més informació periodística i imatges i major atenció a l'actualitat social, encara que sense perdre les seves característiques republicanes essencials. Amb la dictadura de Primo de Rivera i la censura, haurà d'abandonar la major part del contingut polític per a passar a dedicar les seves pàgines a qüestions d'oci i entreteniment.
Va canviar de titular en 1929, quan l'adquireix Sigfrido Blasco-Ibáñez (fill de Vicente Blasco Ibáñez), qui es fa càrrec de la direcció en substitució de Fèlix Azzati i Descalci. Durant els anys de la Segona República el diari es va vincular amb el lerrouxisme i es va convertir en l'òrgan del Partit d'Unió Republicana Autonomista (PURA). Consolidat com un els diaris més llegits de València, en aquest període El Pueblo arribaria a aconseguir una difusió de 20.000 exemplars.
Continuaria editant-se fins a la seva desaparició en 1939, al final de la Guerra Civil. Les seves instal·lacions van ser confiscades per FET y de las JONS.